# Sakuraeolis
Sakuraeolis Baba, 1965 è un genere di molluschi nudibranchi della famiglia Facelinidae.

## Tassonomia
Comprende le seguenti specie:
- Sakuraeolis enosimensis (Baba, 1930) - specie tipo
- Sakuraeolis gerberina Hirano, 1999
- Sakuraeolis gujaratica Rudman, 1980
- Sakuraeolis japonica (Baba, 1937)
- Sakuraeolis kirembosa Rudman, 1980
- Sakuraeolis nungunoides Rudman, 1980
- Sakuraeolis sakuracea Hirano, 1999